# هيرشاو
هيرشاو (بالألمانية: Hirschau) هي بلدة ألمانية تقع في بافاريا. يقدر عدد سكانها بـ 6,162 نسمة.

## أعلام
- أوليفير فينك
- توبياس فينك